# 八幡荘 (陸奥国)
八幡荘（やわたしょう）は、鎌倉時代の日本の陸奥国にあった荘園である。現在の宮城県多賀城市八幡2丁目を中心にして、同市西南部と仙台市宮城野区の東部にまたがる。

## 範囲
古代の宮城郡の一部を割いて成立した。八幡の名は、永仁7年（1299年）に地頭の陸奥介景綱が鐘を奉納した末松山八幡宮（現在の多賀城市内にある八幡神社）からとられたのであろう。八幡荘は、この八幡を中心として、現在の砂押川の河道を通っていた当時の七北田川の南に広がっていたと考えられる。荘内には中野郷、蒲生郷、萩薗郷があった。
中野郷は八幡より南、近世の中野村、現在の仙台市宮城野区中野に地名を残す。中野高柳遺跡が12世紀以降の集落遺跡で、これにあたると推定できる。
蒲生郷は近世の蒲生村、現在の宮城野区蒲生であろう。
萩薗郷の所在は不明だが、手がかりはある。寛喜2年（1230年）の文書に、「うのかう」から南が海、東が「なかの」（中野）、北が「はきのその」（萩薗）、西が「きののまのほ」（不明の地）という記述がある。「うのかう」は蒲生のことと見て、太平洋は南ではなく東、中野は北西にあるので、方位をずらしてあてはめ、南西が萩薗で現在の宮城野区岡田の西部、「きののまのほ」は蒲生から南の岡田の東部にあたると推定する。

## 歴史

### 成立
成立事情を直接記す史料はないが、鎌倉時代の初めまでには成立していた。
さらに絞り込んで、陸奥介氏を含む多賀国府の在庁官人の職権が、平泉に君臨する奥州藤原氏によって圧迫されたことから、陸奥介氏が自家の所領を寄進して成立したと考える説がある。この説は、後述の鎌倉時代の訴訟が政所で裁かれたことから逆算して、八幡荘は関東御領であり、その前は平家を本所とする荘園だったと推測する。通常は政所の裁判権が及ばない陸奥国の訴訟が持ち込まれたのは、この荘園が幕府直轄の関東御領だったため。そして初期の関東御領の多くが平家没官領から形成された事実をふまえ、鎌倉時代初期から存在した関東御領である八幡荘もまたその一つであろうと推定する。この説によれば、八幡荘の成立は奥州藤原氏の軍事支配が拡大する治承4年（1180年）以降の治承・寿永の乱の時期、寄進先は平氏、そして平氏が元暦2年（1185年）に滅亡した結果、平家没官領として関東御領になったと考えられる。

### 鎌倉時代
八幡荘の地頭は陸奥介氏であったが、鎌倉時代の初めに婚姻などを通じて一部が他家に流出した。蒲生郷が陸奥介景綱の娘鶴石を通じて那須資長の手に渡り、那須氏の所領になった。景綱は萩薗郷を飯高長経に譲り、以後は鎌倉時代を通じてこの状態が固定し、陸奥介氏は中心部である八幡の地と中野郷を保ったが、荘の範囲が不明なので他にも領地があったかはわからない。八幡荘全体の地頭としての地位も陸奥介氏が保ったようである。
この分割された所領をめぐり、鎌倉時代に二つの訴訟が起こった。第一は文永9年（1272年）にあった蒲生郷の飯坂胤員と萩薗郷の那須資長の間の境界争い、第二は陸奥介景綱と那須高頼の間で起きた荘に課された公事の配分をめぐる争いで、正安2年（1300年）に決着した。
領地の細分化と訴訟の頻発は、八幡荘だけの問題ではなく、陸奥国の各地で、そして日本全国で、鎌倉時代を通じて広がっていったものである。